# Liste der Bodendenkmäler in Inden (Rheinland)
Die Liste der Bodendenkmäler in Inden enthält die denkmalgeschützten unterirdischen baulichen Anlagen, Reste oberirdischer baulicher Anlagen, Zeugnisse tierischen und pflanzlichen Lebens und paläontologischen Reste auf dem Gebiet der Gemeinde Inden im Kreis Düren in Nordrhein-Westfalen (Stand: 2018). Diese Bodendenkmäler sind in Teil B der Denkmalliste der Gemeinde Inden eingetragen; Grundlage für die Aufnahme ist das Denkmalschutzgesetz Nordrhein-Westfalen (DSchG NRW).
| Bild | Bezeichnung                                     | Lage          | Beschreibung | Bauzeit | Eingetragen seit | Denkmal- nummer |
| ---- | ----------------------------------------------- | ------------- | ------------ | ------- | ---------------- | --------------- |
|      | Müllenarker Mühle – Hügel mit Graben            | Schophoven    |              |         |                  | 42              |
|      | Gut Müllenark – Hauptburghügel                  | Schophoven    |              |         |                  | 43              |
|      | Hügel                                           | Lamersdorf    |              |         |                  | 44              |
|      | Ländliche Siedlung – Baugebiet Waagmühle        | Inden/Altdorf |              |         |                  | 45              |
|      | Römische Siedlung – Baugebiet „Am Lützeler Hof“ | Inden/Altdorf |              |         |                  | 46              |